# Lars Siggesson (Sparre)
För häradshövdingen under 1400-talet, se Lars Siggesson (Sparre) (häradshövding).
Lars Siggesson (Sparre), född cirka 1492, död 12 januari 1554 på Örebro slott, var ett svenskt riksråd och riksmarsk.
Han var son till Sigge Larsson och Kerstin Månsdotter (Natt och Dag), gift med Anna Lindormsdotter (Vinge) 1521 och med Britta Turesdotter (Trolle) 1549 samt far till Jöran Larsson Sparre, rikskanslern Erik Larsson Sparre och Johan Larsson Sparre.
Lars Siggesson framträder först under striden mellan Sten Sture den yngre och kung Kristian II, där han tillsammans med fem andra svenska unga adelsmän, däribland hans bror Jöran Siggesson (Sparre) och den då unge Gustav Vasa, 1518 lämnades som gisslan åt Kristian och bortfördes fången till Danmark. Han tycks ha gått över till unionskungens sida, och sedan han återkommit till Sverige deltog han 1521 i bekämpandet av upproret i Småland. Redan året därpå hade han dock bytt sida och var jämte Berent von Mehlen befälhavare över de örlogsskepp som Lübeck bidragit med. Uppdraget var att innesluta Stockholm.

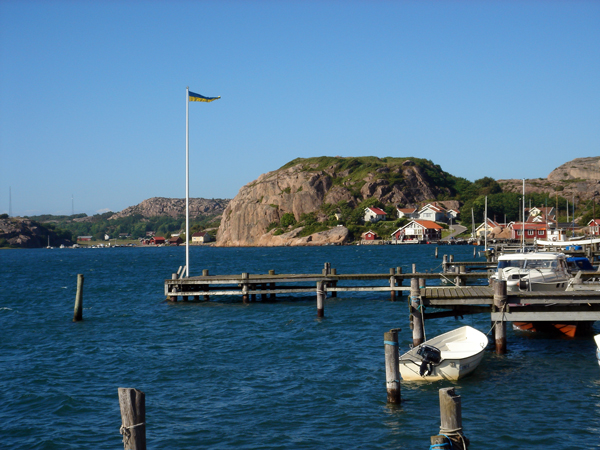
I mitten av bilden Slottsberget, på vars topp Karlsborg eller Hornborgs slott var belägen.

Lars Siggesson skickades med en krigsstyrka till Skåne i januari 1523 för att åstadkomma en resning mot Kristian och införliva landsdelen med Sverige. Företaget misslyckades. Under våren samma år lyckades han erövra hela landssträckan till Oslo, och tvingade allmogen i södra Norge att svära svenska kungen trohetsed. Av brist på livsmedel måste han likväl vända tillbaka och intog på återvägen största delen av Viken med Karlsborgs slott. Även denna erövring gick sen förlorad.
Lars Siggesson var medlem av det nya riksråd som inrättades i juni 1523 och han tituleras som riksmarsk från denna tid fram till sin död. Han deltog i förhandlingarna som ledde fram till Malmö recess 1524 och var Sveriges representant på Visborgs slott samma år när Gotland överlämnades till Danmark.

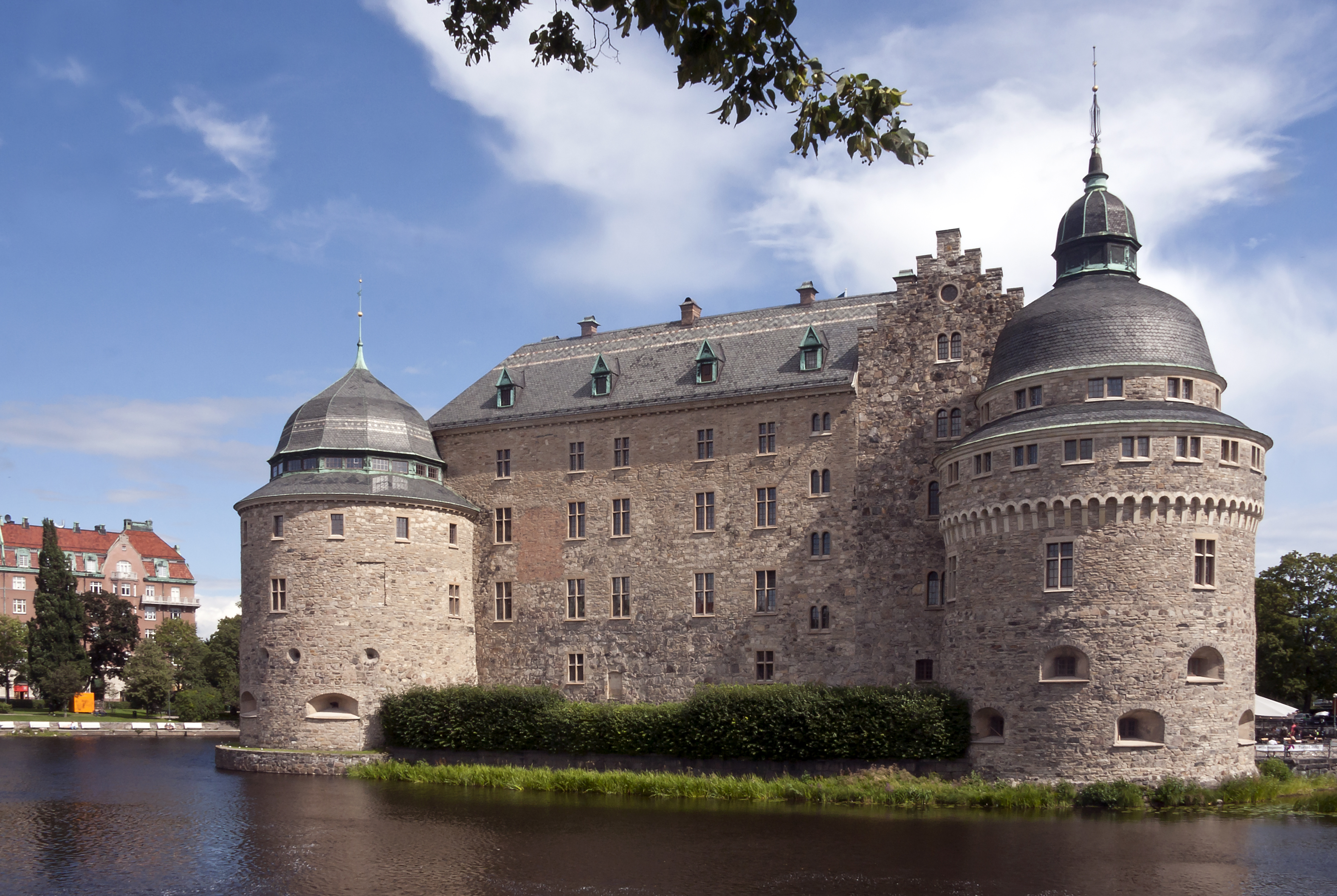
Örebro slott fotograferat 2011 av David Castor.

Från 1525 var han hövitsman på Örebrohus med stora delar av Närke och hela Västerrekarne härad i Södermanland som förläning. Samtidigt var han lagman i Närke och häradshövding i såväl Väster- som Österrekarne. Vid Gustav Vasas kröning i Uppsala 1528 var han den förste av 13 adelsmän, som kallades fram och slogs till riddare. Tillsammans med tre rådsherrar, sändes han 1531 för att hämta konungens första gemål, prinsessan Katarina av Sachsen-Lauenburg. På hösten samma år sändes han med trupper till Västergötland, vilket avskräckte den till Norge komne Kristian II från angrepp och 1534 sändes han med en armé till Halland för att understödja Kristian III mot lübeckarna. 1537 avgick han med en betydande krigsmakt till Småland »för att hålla konungsräfst efter Sveriges lag och förhöra alla saker och klagomål för rätta, straffa skalkar och hålla dannemän och fromma vid makt». Övervåldet och grymheten vid den aktionen provocerade fram Dackefejden, under vilket uppror han och Johan Turesson (Tre Rosor) förordnades till fältöverstar. De bägge hövitsmännen ledde den styrka som 1542 besegrade Dackes bondehär vid sjön Åsunden. Kort därefter, den 30 april 1543, utfärdade Lars Siggesson och Johan Turesson ett »brev om nåd och tillgift», varpå Småland blev "en lydig landsända".

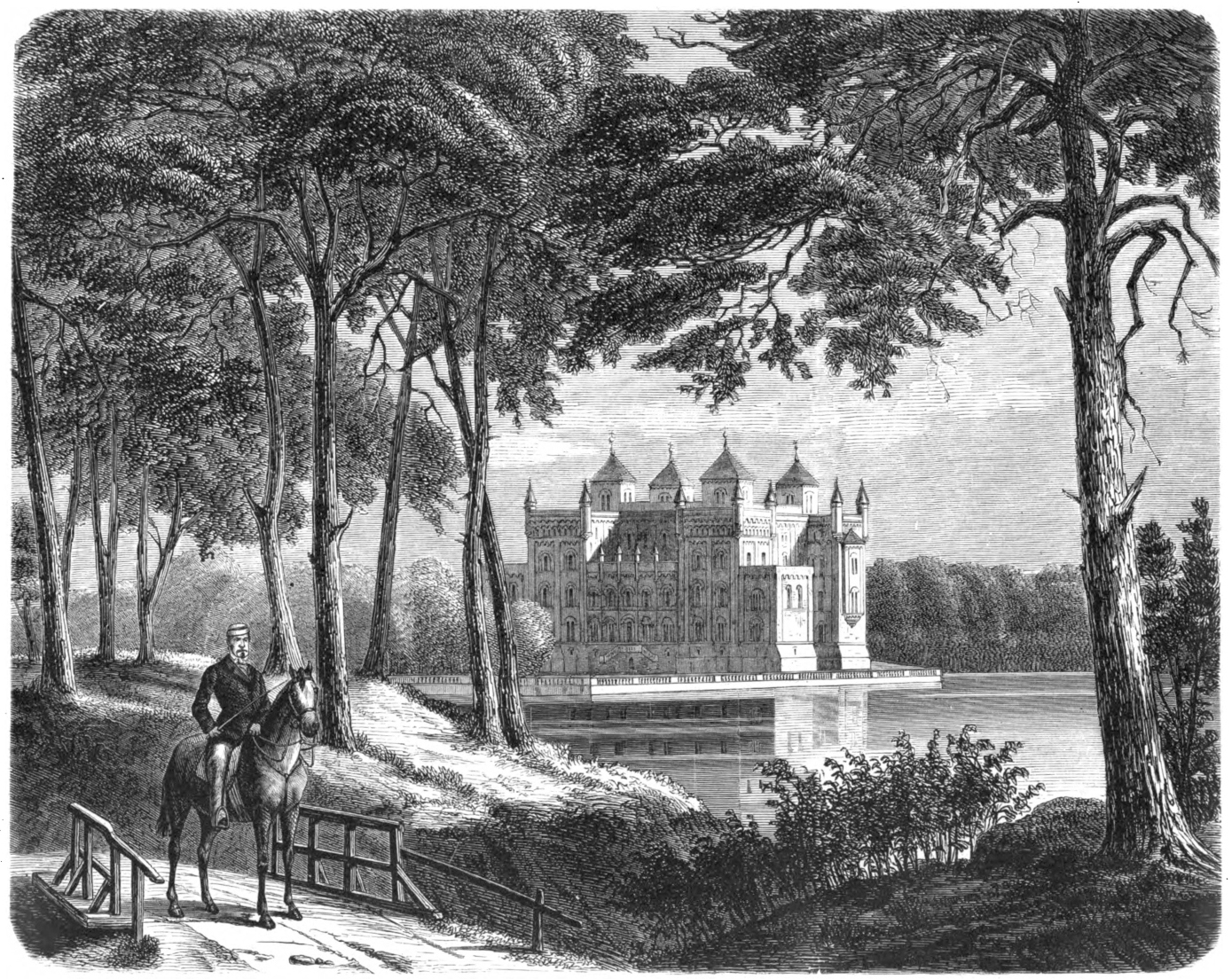
Stora Sundby slott. Xylografi i bildverket Nordiska taflor från 1865. Slottet och omgivningarna är sig i huvudsak lika sedan dess.

Lars Siggessons sätesgård var Stora Sundby slott i Öja socken, Södermanland, beläget vid Hjälmaresund, där han uppges ha påbörjat byggandet av det nuvarande slottet 1546. Släkten Sparre af Rossvik var en adelsätt som hade en taksparre, som bestod av ett uppochnedvänt V, som vapensköld. Adelsätten Sparre af Rossvik var en svensk uradel från Västergötland som var känd sedan slutet av 1300-talet genom stamfadern Sigge Larsson (1442–1509). Väpnaren Sigge Laurensson, nämnd 1396–1417 till Simonstorp i Grolanda socken i Skaraborgs län. Namnet Rossvik kommer av godset Rossvik, som kom i släktens ägo 1533, ätten kallas ibland också Sundbysläkten, efter gården Sundby. 1519 tillhörde Stora Sundby marsken Lars Siggesson Sparre och hans son, rikskanslern Erik Larsson Sparre (1550–1600), ärvde slottet, men slottet blev år 1600 fråndömt honom och hans släkt. Hans änka, Ebba Pedersdotter Brahe (1555–1634), återfick det dock några år senare. Stora Sundby slott hade i slutet av 1500-talet tre våningar med tre torn och välvt tak. Slottet tillhörde i mer än 300 år släkten Sparre.